# Mount Morris (Antarktika)
Mount Morris ist ein 3793 m hoher, scharfgratiger und steil aufragender Berg im westantarktischen Ellsworthland. Er ragt 1,5 km südlich des Mount Ostenso im Hauptkamm der Sentinel Range des Ellsworthgebirges auf.
Der United States Geological Survey kartierte ihn anhand eigener Vermessungen und mithilfe von Luftaufnahmen der United States Navy zwischen 1957 und 1959. Das Advisory Committee on Antarctic Names benannte ihn 1960 nach dem US-amerikanischen Meteorologen Wesley R. Morris, der 1957 auf der Byrd-Station tätig war.